# K. C. Irving Regional Centre
Das K. C. Irving Regional Centre (französisch Centre régional K.-C.-Irving) ist eine Mehrzweckhalle in der kanadischen Kleinstadt Bathurst, Provinz New Brunswick. Die Arena wurde nach dem Unternehmer Kenneth Colin Irving benannt.

## Geschichte
Die K. C. Irving Regional Centre wurde 1996 eröffnet und bietet bei Eishockeyspielen 3.162 Zuschauern Platz. Das Eishockeyteam des Titan d’Acadie-Bathurst, eine Mannschaft aus der LHJMQ, trägt dort seine Heimspiele aus.

## Galerie

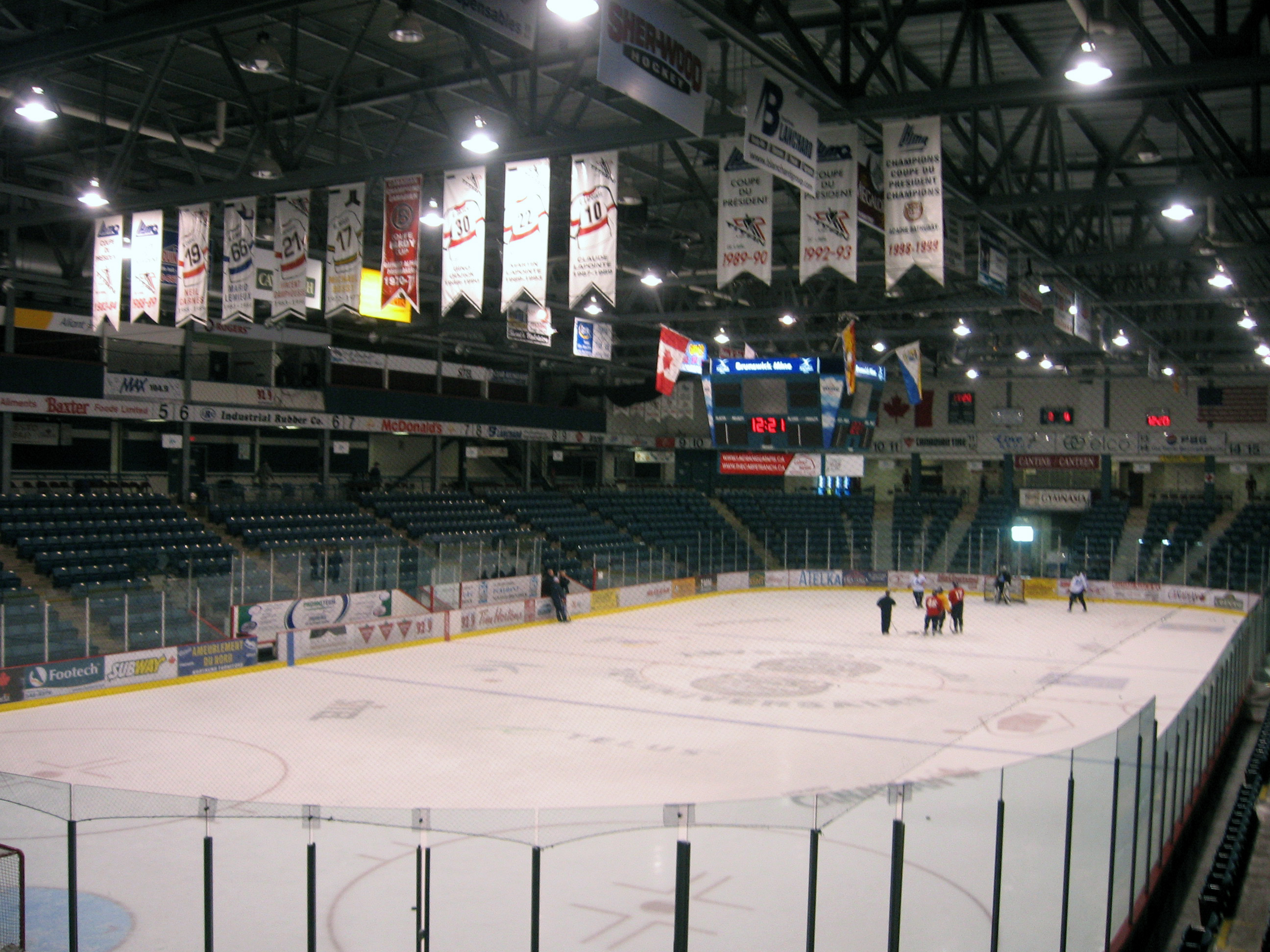
Innenraumpanorama (Februar 2008)